# Gatter Island
Gatter Island är en ö i Kanada.   Den ligger i Lake Hazen i  territoriet Nunavut, i den nordöstra delen av landet, 4 100 km norr om huvudstaden Ottawa.
Trakten runt Gatter Island består i huvudsak av gräsmarker. Trakten runt Gatter Island är nära nog obefolkad, med mindre än två invånare per kvadratkilometer.